# Muhammad (sura)

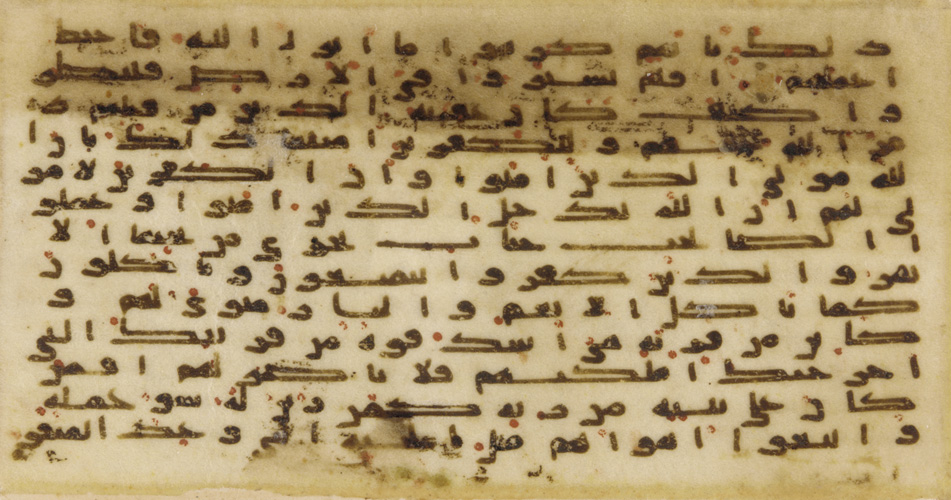
Fragment av surans verser (ayat) 9-15

Muhammad (arabiska: سورة محمد Muḥammad) är den fyrtiosjunde suran i Koranen med 38 verser (ayah). Den uppenbarades i Medina.
Suran beordrar de icke-troende att lyda Muhammed och inte förkasta någon av de uppenbarelser han mottagit. Den fastslår även att strid endast är tillåtet som en försvarshandling, närmare bestämt som ett försvar av tron och friheten gentemot sådana "som förnekar sanningen och som hindrar [andra] att följa Guds väg" (vers 1).